# 대구광역시립수성도서관
대구광역시립수성도서관(大邱廣域市立壽城圖書館, Daegu Suseong Public Library)은 대한민국 대구광역시 수성구 소재의 도서관이다.

## 연혁
- 1988.02.23 대구직할시조례 제2186호로 대구직할시립효목도서관설치조례 제정 공포
- 1988.12.20 청사 준공
- 1989.06.01 대구직할시립 동구 효목도서관 개관
- 1989.06.01 초대 장근탁 관장 취임
- 1995.02.18 대구광역시립 효목도서관으로 개칭
- 1995.02.18 2대 전형렬 관장 취임
- 1996.03.01 3대 전해주 관장 취임
- 1999.01.01 4대 최길영 관장 취임
- 2000.07.01 5대 임무원 관장 취임
- 2001.03.09 대구광역시평생학습관으로 지정
- 2002.02.20 디지털자료실 개설
- 2002.03.15 제34회 한국도서관상 수상
- 2002.08.28 효목도서관 노인교실 신축건물의 관리운영권 대구광역시로부터 위탁
- 2002.11.06 제 5회 전국문화기반시설 운영 평가 장려상 수상
- 2003.04.01 6대 신종원 관장 취임
- 2003.11.25 제 6회 전국문화기반시설 운영 평가 최우수상 수상
- 2007.03.01 7대 권계순 관장 취임
- 2008.11.10 대구광역시립 수성도서관으로 개칭
- 2009.04.10 대구광역시립 평생학습관으로 지정(기간: 2009~2011/3년)
- 2009.06.29 제2회 도서관 장애인서비스 우수사례 최우수상 수상
- 2009.06.30 수성도서관 시청각실 리모델링
- 2009.07.01 8대 서현 관장 취임
- 2011.06.22 2011 대구평생학습 우수상 수상
- 2011.07.01 9대 정경환 관장 취임
- 2011.11.14 공공도서관 협력업무 유관기관 선정 최우수 단체상 수상(문화체육관광부장관 표창)
- 2012.12.13 2012년도 청소년 자원봉사 최우수 터전 수상(여성가족부장관표창)
- 2013.01.07 냉·난방시설 개선 공사
- 2013.07.01 10대 배상갑 관장 취임